# Villa Le Castel
La villa Le Castel est une villa située au Touquet-Paris-Plage dans le département du Pas-de-Calais en France. Les façades et les toitures de la villa font l’objet d’une inscription au titre des monuments historiques depuis le 1er décembre 1997.

## Localisation
Cette villa est sise au no 50 de la rue Jean-Monnet (anciennement Grande-Rue).

## Construction
Cette villa qui s'appelait La Tourelle à l'origine, a été construite en 1904 sur les plans de l'architecte Henri Valette (de Berck) pour le docteur Timmermans, établi au Touquet depuis 1892. Cette villa, très originale par son style néo-médiéval, fut la première villa construite dans cette rue.
Depuis 2005, elle a été réaménagée en appartements.
L'architecture est identique au manoir de Stang-al-Lin à Concarneau, toutefois dans une taille plus modeste. L'immeuble Méllotée construit vers 1900 à Châteauroux reprend les mêmes éléments architecturaux

## Photographies

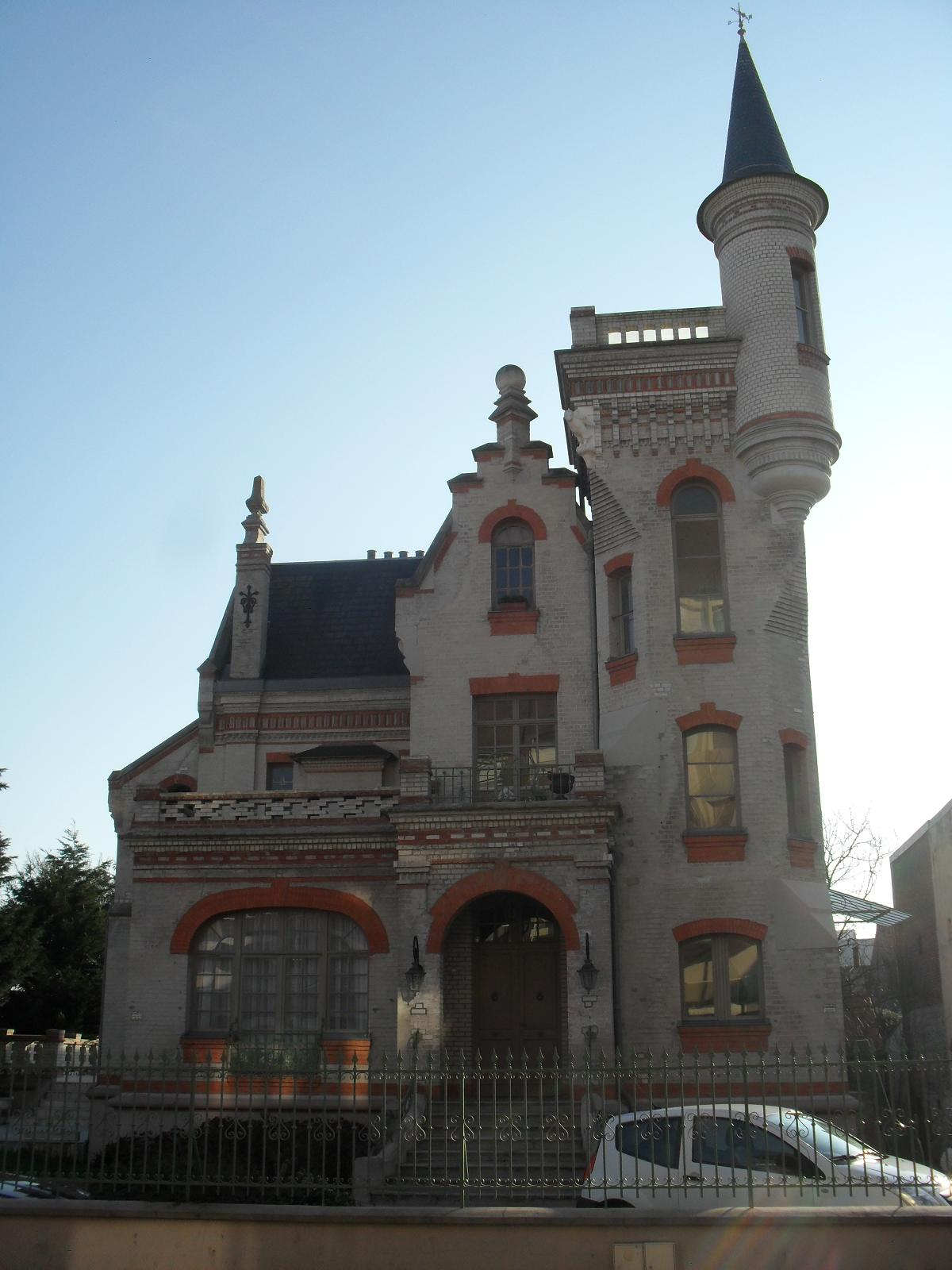
La villa depuis la rue Jean Monnet (Ancienne Grande-Rue)

## Pour approfondir

### Ouvrages
- Philippe Holl, Le Touquet Paris-Plage, Saint-Cyr-sur-Loire, Alan Sutton, mars 2004, 127 p. (ISBN 2-84910-021-8)

1. ↑  p. 103.

- Patricia Crespo, Le Touquet, les noms de nos villas racontent..., avril 1993 (ISBN 2-9507571-0-3)

1. ↑  p. 19.

- Journal municipal Le Touquet Magazine

1. ↑  Juillet 1998, p. 13.

### Autres sources
1. ↑  « Villa Le Castel », notice no PA62000015, sur la plateforme ouverte du patrimoine, base Mérimée, ministère français de la Culture.
2. ↑  Notice no IA62000157.
3. ↑  « PSS / Ancienne imprimerie Mellotée (Châteauroux, France) », sur www.pss-archi.eu (consulté le 30 décembre 2024)